# Radio Nord

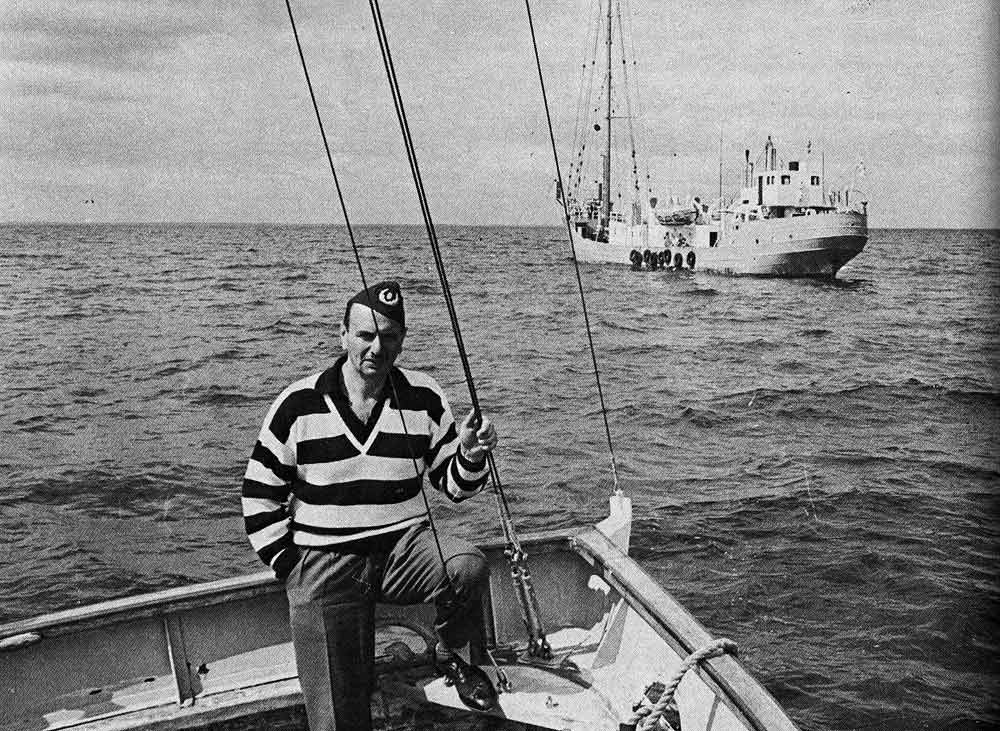
Jack Kotschack, Radio Nords sista sändningsdag, 30 juni 1962

Radio Nord var en svensk piratradiostation som sände mellan 1961 och 1962.

## Historik
Radio Nord startades och drevs av den finlandssvenske affärsmannen Jack S. Kotschack och backades upp finansiellt av ett par amerikanska miljonärer. Stationen sände från fartyget M/S Bon Jour, förankrat på internationellt vatten utanför Utö  i Stockholms södra skärgård. Sändningarna startade den 8 mars 1961, och stationen upphörde den 30 juni 1962.
En viktig inspirationskälla vid tillkomsten av Radio Nord var den danska Radio Mercur, Skandinaviens första professionella piratradio. Personerna bakom Radio Mercur var de första som insåg den lucka i lagstiftningen som gjorde det möjligt att kringgå den monopolsituation som rådde inom rundradioverksamhet i de flesta europeiska länder. Monopolsituationen innebar att det var olagligt för andra än det av staten godkända företaget att sända radioprogram. Lagstiftningen gällde dock endast för sändningar inom det egna landets gränser och genom att placera radiosändaren på ett fartyg, förankrat utanför ett lands territorialvatten, kunde sändningarna riktas utifrån havet in mot landet ifråga. 
Radio Nord sände musik, nyheter, sport och reklam dygnet runt på mellanvåg, 495 meter (606 kHz). Stationen täckte Mellansverige, räknat från Kalmar i söder till Gävle i norr inklusive Gotland, Öland, Åland samt södra Finland. Stationen fick en mycket stor och trogen lyssnarskara. 
Den socialdemokratiska regeringen och myndigheterna i Sverige upplevde Radio Nord som en provokation redan från det att Kotschack i november 1959 första gången presenterade sina planer på att bryta radiomonopolet. En rad olika åtgärder vidtogs för att försöka stoppa projektet. Presumtiva annonsörer skrämdes bort med hot om repressalier av olika slag. Sveriges Radio tilldelades skyndsamt extra anslag för att omedelbart kunna börja med vad man kallade melodiradio, där en musikunderhållning som tidigare ansetts otänkbar plötsligt tilläts breda ut sig över programtablåerna. Tillkomsten av dagens Sveriges Radio P3 påskyndades genom konkurrensen från Radio Nord, som också kom att inspirera Sveriges Radio till tätare nyhetssändningar och fler sportnyheter.
Sedan Sveriges riksdag fattat beslut om den så kallade Lex Radio Nord (piratradiolagen) valde Kotschack att släcka ner Radio Nord i förtid - en månad innan lagen trädde i kraft. Ett skäl till att stänga tidigare än lagen krävde var att Radio Nords sändarfartyg och all teknisk utrustning förväntades gå att sälja till ett engelskt piratradioprojekt, Radio Atlanta, och det föreföll då som om förhandlingarna kring denna affär var i slutskedet. Det skulle dock visa sig senare att många problem återstod innan de ekonomiska omständigheterna för köpet och för starten av det nya piratradioprojektet kunde förverkligas. När Radio Atlanta trots allt kom igång med sändningar från "gamla Bon Jour", som efter ombyggnadsarbeten omdöpts till MV Mi Amigo, skulle projektet efter bara ett par månaders verksamhet ända i ett fiasko och alltsammans övertogs av Radio Caroline  i Engelska kanalen och blev den mest långlivade piratradiosändaren någonsin innan MV Mi Amigo i en storm i mars 1980 kom på drift och gick på grund varvid skrovet slogs sönder och sjönk.

### Medarbetare
Bland medarbetarna på Radio Nord märktes främst Gert Landin (1926–2003) som blev mångårig frilansande medarbetare på Sveriges Radio, Kaj Karlholm (1922–2002), sedermera chef för TT:s radioredaktion, Sten Hedman (född 1942), senare journalist på bland annat Hänt i Veckan och Svensk Damtidning, Kaj Häger (1928–2000) senare radioröst på Radio Syd och journalist på tidningen Se, och Seve Ungermark (född 1932) som efter Radio Nord arbetat bland annat på SVT:s Rapport. Den för de flesta mest omtyckta Radio Nordrösten var Larsan Sörenson (1931–1970). Musik och text till stationens jinglar och reklaminslag skrevs till stor del av Henry Fox. Ljudtekniker var Pelle Lönndahl. För sånginsatserna på jinglarna anlitades ett flertal av de då mest populära sångartisterna, bland andra Svante Thuresson, Pia Lang, Lasse Bagge, Berndt Öst och Tosse Bark.